# Тетово (област Русе)
Вижте пояснителната страница за други значения на Тетово.
Тéтово е село в Северна България. То се намира в община Русе, област Русе.

## География
Разположено е на 32 km от областния център град Русе и на 60 km от град Разград.

## История
Селото за пръв път се споменава в историческите извори от 15 век. Вероятно, е основано от бежанци от Балкана. Фолклорът и местният бит все още са запазени и представляват поле за етнографски проучвания. Районът на селото, археологически не е проучен задълбочено. Открити са части от римско укрепление (кале), сред които остриета от стрели, монети и т.н.
легендата за името на Тетово (из „Книгата на Тетово“)
„Където е Тръстенишката чешма – отгоре е било селото най-напред. Обаче как е станало с него село – не мога да зная. Един човек от него село отива ей тука, дет ти казах, гората сега – Остър меч. Отива и си направа някаква кошарка, за да храни свини вътре. Ний по право кочина му казваме... и той отива там и храни свини, а пък имал дете – момче на 12 години било него време. И го срещнали хора и го питали:
-Ти къде отиваш с тоз багаж? Къде носиш тъз храна?
Пък то казвало:
-На тетю.
-Къде е тетю?
-Там у гората, храни свини.
И от там е дошло име. Сега то село там се е унищожило – там няма нищо сега и се прехвърлило тука, където е сега. И оттам, от него дете, дето е казало, че отива да носи храна на тетю, е сложено името Тетово.“

## Население
Численост на населението според преброяванията през годините:
| \| Година на преброяване \| Численост \| \| --------------------- \| --------- \| \| 1934 \| 4187 \| \| 1946 \| 4548 \| \| 1956 \| 4341 \| \| 1965 \| 4125 \| \| 1975 \| 3665 \| \| 1985 \| 3289 \| \| 1992 \| 2902 \| \| 2001 \| 2533 \| \| 2011 \| 2017 \| \| 2021 \| 1450 \| |           |
| Година на преброяване | Численост |
| 1934 | 4187      |
| 1946 | 4548      |
| 1956 | 4341      |
| 1965 | 4125      |
| 1975 | 3665      |
| 1985 | 3289      |
| 1992 | 2902      |
| 2001 | 2533      |
| 2011 | 2017      |
| 2021 | 1450      |

### Етнически състав
Преброяване на населението през 2011 г.
Численост и дял на етническите групи според преброяването на населението през 2011 г.:
|                     | Численост | Дял (в %) |
| Общо                | 2017      | 100.00    |
| Българи             | 1083      | 53.69     |
| Турци               | 521       | 25.83     |
| Цигани              | 178       | 8.82      |
| Други               |           |           |
| Не се самоопределят |           |           |
| Неотговорили        | 202       | 10.01     |

## Културни и природни забележителности
- Църквата в селото е изографисана от съратник на Васил Левски, в двора и има гробове на опълченци, преселници след Освобождението.
- В близост до Тетово се намира голяма гора, предоставяща възможност за излети и лов.

## Личности
Родени в Тетово
- Владимир Попов (1940 - 2023), български историк